# Sébastien Fraysse
Sébastien Fraysse (* 2. Dezember 1986 in Fontenay-aux-Roses) ist ein französischer Triathlet und Freiwasserschwimmer.

## Werdegang
Bei den Schwimmweltmeisterschaften 2011 belegte Sébastien Fraysse im Juli mit dem französischen Team den siebten Rang und bei den  Freiwassereuropameisterschaften wurde er im Teamwettbewerb über 5 km im September Dritter mit dem französischen Team.
Seit 2015 startet er im Triathlon.
2018 wurde er französischer Meister auf der Triathlon-Mitteldistanz und er konnte sich diesen Titel 2019 erneut sichern. Im Mai 2019 belegte er den zehnten Rang bei der ITU-Weltmeisterschaft auf der Langdistanz.

## Sportliche Erfolge
| Datum/Jahr    | Rang | Wettbewerb                                           | Austragungsort        | Zeit     | Bemerkung                                                           |
| ------------- | ---- | ---------------------------------------------------- | --------------------- | -------- | ------------------------------------------------------------------- |
| 7. Mai 2022   | 1    | Triathlon de Lacanau                                 | Lacanau               | 03:49:48 |                                                                     |
| 25. Aug. 2019 | 1    | FRA Middle Distance Triathlon National Championships | Villefranche-de-Panat | 04:11:54 | Staatsmeister auf der Mitteldistanz                                 |
| 4. Mai 2019   | 10   | ITU Long Distance Triathlon World Championships      | Pontevedra            | 05:18:40 |                                                                     |
| 1. Feb. 2019  | 3    | Ironman 70.3 Dubai                                   | Dubai                 |          | [ 1 ]                                                               |
| 7. Juli 2018  | 1    | FRA Middle Distance Triathlon National Championships | Gorges de l’Ardèche   | 04:11:00 | Staatsmeister auf der Mitteldistanz                                 |
| 19. Juni 2016 | 2    | FRA Middle Distance Triathlon National Championships | Baudreix              | 05:23:24 | Vize-Staatsmeister auf der Mitteldistanz, hinter Jean-Eudes Demaret |

(DNF – Did Not Finish)